# Qarah Kūseh
Qarah Kūseh (persiska: قره کوسه, Qareh Kūseh) är en ort i Iran.   Den ligger i provinsen Khorasan, i den nordöstra delen av landet, 700 km öster om huvudstaden Teheran. Qarah Kūseh ligger 1 140 meter över havet och antalet invånare är 298.
Terrängen runt Qarah Kūseh är huvudsakligen platt, men österut är den kuperad. Runt Qarah Kūseh är det ganska tätbefolkat, med 185 invånare per kvadratkilometer. Närmaste större samhälle är Chenārān, 9,9 km väster om Qarah Kūseh. Trakten runt Qarah Kūseh består till största delen av jordbruksmark.